# والتر سكوت (سياسي أسترالي)
والتر سكوت (بالإنجليزية: Walter Scott)‏ هو سياسي أسترالي، ولد في 23 أبريل 1943. انتخب عضو المجلس التشريعي نيو ساوث ويلز.